# Hammie Nixon
Hammie Nixon (Brownsville, 22 januari 1908 - Jackson, 17 augustus 1984) was een Amerikaanse bluesmuzikant (gitaar, mondharmonica, kazoo, jug).

## Biografie
Naast de bluesharp speelde Nixon kazoo, gitaar en de jug. Meer dan 50 jaar trad hij steeds weer op met Sleepy John Estes. Hun eerste gezamenlijke opnamen maakten ze in 1929. Nixon maakte ook opnamen met Little Buddy Doyle, Lee Green, Charlie Pickett en Son Bonds.
Hammie Nixon vestigde de mondharmonica, die voorheen een solo-instrument was, als begeleidings- en ritme-instrument voor bands. Hijzelf speelde bij talrijke jugbands, b.v. in zijn late jaren bij de Beale Street Jug Band. Zijn laatste opname maakte hij in 1984 kort voor zijn overlijden. Hij werd 75 jaar.

## Discografie

### Met Sleepy John Estes
- Complete Works, Vol. 1 (1929-1937) (Document Records)
- On 80 Highway
- In Europe
- Broke And Hungry

### Met Son Bonds
- Complete Recorded Works In Chronological Order 1934-41 (Wolf Records)

### Eigen albums
- 1984: Tappin' That Thing High Water Music

- Bibliothèque nationale de France: cb13931840f (data)
- Gemeinsame Normdatei: 134474031
- International Standard Name Identifier: 0000 0000 6308 760X
- Library of Congress Control Number: n93023738
- MusicBrainz: d5b624d9-a488-4305-9035-6c3e3ac8097a
- SNAC: w69318jh
- Système universitaire de documentation: 252665090
- Virtual International Authority File: 12494681
- WorldCat: E39PBJbxxGWVWm8MtvPBgGYXVC